# Hội Cựu Công an nhân dân Việt Nam
Hội Cựu Công an nhân dân Việt Nam là một tổ chức chính trị – xã hội của các cựu Công an nhân dân Việt Nam. Hoạt động của Hội đặt dưới sự lãnh đạo của Đảng ủy Công an Trung ương, lãnh đạo Bộ Công an, cấp ủy Công an các cấp; sự quản lý nhà nước của Bộ Nội vụ, chính quyền địa phương và theo quy định thống nhất của Điều lệ Hội.

## Lịch sử
Ngày 19 tháng 2 năm 1993, Bộ trưởng Bộ Nội vụ (nay là Bộ Công an) ký Quyết định số 58/QĐ/BNV (X13) thành lập Câu lạc bộ sĩ quan Công an hưu trí.
Ngày 27 tháng 11 năm 2014, Bộ trưởng Bộ Công an ban hành Chỉ thị số 15/CT-BCA-X11 về tiếp tục tăng cường sự lãnh đạo, chỉ đạo của Công an các cấp đối với Câu lạc bộ Công an hưu trí, trong đó, thống nhất thành lập Câu lạc bộ Công an hưu trí từ Trung ương đến quận, huyện, thị xã, thành phố trực thuộc tỉnh. Từ năm 2015 đến nay, các đồng chí công an hưu trí sinh hoạt theo hình thức các câu lạc bộ, ban liên lạc… Ở Bộ Công an có 2 câu lạc bộ và 3 ban liên lạc, các địa phương có 63 câu lạc bộ hưu trí công an tỉnh, 554 câu lạc bộ công an hưu trí công an cấp huyện, 407 câu lạc bộ công an hưu trí cấp công an xã, phường, thị trấn; các đơn vị công an trực thuộc Bộ, viện, trường… có 53 câu lạc bộ.
Từ năm 2004, Đảng ủy Công an Trung ương và lãnh đạo Bộ Công an đã có chủ trương củng cố nâng cấp các Câu lạc bộ, Ban liên lạc công an hưu trí, làm thủ tục báo cáo với Ban Bí thư và Thủ tướng Chính phủ xin thành lập Hội Cựu Công an Việt Nam. Sau khi được Ban Bí thư đồng ý chủ trương, Bộ Công an đã phối hợp với Bộ Nội vụ khẩn trương triển khai thực hiện Đề án thành lập. Ngày 1 tháng 8 năm 2023, Bộ trưởng Bộ Nội vụ đã ban hành Quyết định số 567/QĐ-BNV về việc cho phép thành lập Hội Cựu Công an nhân dân Việt Nam.
Ngày 17 tháng 8 năm 2023, Đại hội thành lập Hội Cựu Công an nhân dân Việt Nam lần thứ nhất được tổ chức tại Hà Nội. Tại Đại hội, Thượng tướng Lê Quý Vương, Ủy viên Trung ương Đảng khóa XI, XII, nguyên Thứ trưởng Thường trực Bộ Công an đã được bầu làm Chủ tịch Hội Cựu Công an nhân dân Việt Nam.

## Các kỳ đại hội

### Lần thứ nhất
Đại hội thành lập Hội Cựu Công an nhân dân Việt Nam lần thứ nhất, diễn ra tại Hội trường Bộ Công an đã bầu Ban Chấp hành Hội nhiệm kỳ 2023 - 2028 gồm 89 Ủy viên, 21 Ủy viên Ban Thường vụ.
Nội dung đại hội bao gồm: Bầu Ban Chấp hành Hội, Ban Thường vụ, Ban Kiểm tra và lãnh đạo Hội nhiệm kỳ 2023 - 2028, thảo luận và thông qua dự thảo Điều lệ Hội; xây dựng phương hướng hoạt động của Hội trong nhiệm kỳ. 
| Lãnh đạo trung ương Hội Cựu Công an nhân dân Việt Nam khóa I | Lãnh đạo trung ương Hội Cựu Công an nhân dân Việt Nam khóa I | Lãnh đạo trung ương Hội Cựu Công an nhân dân Việt Nam khóa I | Lãnh đạo trung ương Hội Cựu Công an nhân dân Việt Nam khóa I | Lãnh đạo trung ương Hội Cựu Công an nhân dân Việt Nam khóa I                     | Lãnh đạo trung ương Hội Cựu Công an nhân dân Việt Nam khóa I |
| STT                                                          | Họ và tên                                                    | Chức vụ                                                      | Cấp bậc                                                      | Chức vụ cao nhất trong Nhà nước, Đoàn thể (trước đây)                            | Ghi chú                                                      |
| ------------------------------------------------------------ | ------------------------------------------------------------ | ------------------------------------------------------------ | ------------------------------------------------------------ | -------------------------------------------------------------------------------- | ------------------------------------------------------------ |
| 1                                                            | Lê Quý Vương (1956-)                                         | Chủ tịch Hội Cựu Công an nhân dân Việt Nam                   | Thượng tướng                                                 | Thứ trưởng Thường trực Bộ Công an                                                | Ủy viên Trung ương Đảng khóa XI, XII                         |
| 2                                                            | Vũ Hùng Vương (1951-)                                        | Phó Chủ tịch Thường trực Hội Cựu Công an nhân dân Việt Nam   | Thiếu tướng                                                  | Phó Tổng cục trưởng Tổng cục Cảnh sát Phòng, chống Tội phạm                      | Anh hùng Lực lượng vũ trang nhân dân Việt Nam                |
| 3                                                            | Trần Văn Nhuận (-)                                           | Phó Chủ tịch Hội Cựu Công an nhân dân Việt Nam               | Trung tướng                                                  | Phó Tổng cục trưởng Tổng cục Chính trị Công an nhân dân                          |                                                              |
| 4                                                            | Nguyễn Danh Cộng (1957-)                                     | Phó Chủ tịch Hội Cựu Công an nhân dân Việt Nam               | Trung tướng                                                  | Chánh Văn phòng Bộ Công an Việt Nam kiêm người phát ngôn của Bộ Công an Việt Nam |                                                              |
| 5                                                            | Đường Minh Hưng (1959-)                                      | Phó Chủ tịch Hội Cựu Công an nhân dân Việt Nam               | Trung tướng                                                  | Phó Tổng cục trưởng Tổng cục An ninh                                             | Anh hùng Lực lượng vũ trang nhân dân Việt Nam                |

## Hội Cựu Công an nhân dân tại Công an các tỉnh, thành phố trực thuộc Trung ương
| Công an tỉnh, thành phố | Lãnh đạo Hội Cựu Công an các tỉnh, thành phố | Lãnh đạo Hội Cựu Công an các tỉnh, thành phố | Lãnh đạo Hội Cựu Công an các tỉnh, thành phố | Lãnh đạo Hội Cựu Công an các tỉnh, thành phố                                 | Lãnh đạo Hội Cựu Công an các tỉnh, thành phố |
| Công an tỉnh, thành phố | Họ và tên                                    | Cấp bậc - Quân hàm                           | Chức vụ                                      | Chức vụ cao nhất trong Nhà nước, Đoàn thể (trước đây)                        | Ghi chú                                      |
| ----------------------- | -------------------------------------------- | -------------------------------------------- | -------------------------------------------- | ---------------------------------------------------------------------------- | -------------------------------------------- |
| An Giang                | Phan Quang Điểm                              | Đại tá                                       | Chủ tịch Hội Cựu Công an nhân dân tỉnh       | Nguyên Phó Giám đốc Công an tỉnh                                             |                                              |
| Bà Rịa – Vũng Tàu       | Đinh Xuân Ngọ                                | Đại tá                                       | Chủ tịch Hội Cựu Công an nhân dân tỉnh       | Nguyên Phó Giám đốc Công an tỉnh                                             |                                              |
| Bạc Liêu                | Ngô Thành Thật                               | Đại tá                                       | Chủ tịch Hội Cựu Công an nhân dân tỉnh       | Nguyên Phó Giám đốc Công an tỉnh                                             |                                              |
| Bắc Giang               |                                              |                                              |                                              |                                                                              |                                              |
| Bắc Kạn                 |                                              |                                              |                                              |                                                                              |                                              |
| Bắc Ninh                |                                              |                                              |                                              |                                                                              |                                              |
| Bến Tre                 | Nguyễn Hồng Phúc                             | Đại tá                                       | Chủ tịch Hội Cựu Công an nhân dân tỉnh       | Nguyên Phó Giám đốc Công an tỉnh                                             |                                              |
| Bình Dương              | Huỳnh Văn Quý                                | Đại tá                                       | Chủ tịch Hội Cựu Công an nhân dân tỉnh       | Nguyên Phó Giám đốc Công an tỉnh                                             |                                              |
| Bình Định               |                                              |                                              |                                              |                                                                              |                                              |
| Bình Phước              |                                              |                                              |                                              |                                                                              |                                              |
| Bình Thuận              |                                              |                                              |                                              |                                                                              |                                              |
| Cà Mau                  | Nguyễn Văn Tươi                              | Đại tá                                       | Chủ tịch Hội Cựu Công an nhân dân tỉnh       | Nguyên Giám đốc Công an tỉnh                                                 |                                              |
| Cao Bằng                |                                              |                                              |                                              |                                                                              |                                              |
| Cần Thơ                 | Hà Nghĩa Lộ                                  | Thiếu tướng                                  | Chủ tịch Hội Cựu Công an nhân dân thành phố  | Nguyên Giám đốc Công an thành phố                                            |                                              |
| Đà Nẵng                 | Lê Ngọc Hai                                  | Đại tá                                       | Chủ tịch Hội Cựu Công an nhân dân thành phố  | Nguyên Phó Giám đốc Công an thành phố                                        |                                              |
| Đắk Lắk                 |                                              |                                              |                                              |                                                                              |                                              |
| Đắk Nông                |                                              |                                              |                                              |                                                                              |                                              |
| Điện Biên               |                                              |                                              |                                              |                                                                              |                                              |
| Đồng Nai                | Nguyễn Xuân Kim                              | Đại tá                                       | Chủ tịch Hội Cựu Công an nhân dân thành phố  | Nguyên Phó Giám đốc Công an thành phố                                        |                                              |
| Đồng Tháp               | Nguyễn Minh Thuấn                            | Thiếu tướng                                  | Chủ tịch Hội Cựu Công an nhân dân tỉnh       | Nguyên Giám đốc Công an tỉnh                                                 |                                              |
| Gia Lai                 |                                              |                                              |                                              |                                                                              |                                              |
| Hà Giang                |                                              |                                              |                                              |                                                                              |                                              |
| Hà Nam                  |                                              |                                              |                                              |                                                                              |                                              |
| Hà Nội                  | Nguyễn Đức Nghi                              | Thiếu tướng                                  | Chủ tịch Hội Cựu Công an nhân dân thành phố  | Nguyên Giám đốc Sở Cảnh sát Phòng Cháy Chữa Cháy Và Cứu Nạn Cứu Hộ thành phố |                                              |
| Hà Tĩnh                 | Trần Văn Lợi                                 | Đại tá                                       | Chủ tịch Hội Cựu Công an nhân dân thành phố  | Nguyên Phó Giám đốc Công an thành phố                                        |                                              |
| Hải Dương               |                                              |                                              |                                              |                                                                              |                                              |
| Hải Phòng               | Phạm Hiệp                                    | Đại tá                                       | Chủ tịch Hội Cựu Công an nhân dân thành phố  | Nguyên Phó Giám đốc Công an thành phố                                        |                                              |
| Hậu Giang               | Nguyễn Văn Giang                             | Đại tá                                       | Chủ tịch Hội Cựu Công an nhân dân tỉnh       | Nguyên Giám đốc Công an tỉnh                                                 |                                              |
| Hòa Bình                |                                              |                                              |                                              |                                                                              |                                              |
| Thành phố Hồ Chí Minh   | Đào Công Danh                                | Thiếu tướng                                  | Chủ tịch Hội Cựu Công an nhân dân thành phố  | Nguyên Phó Giám đốc Công an thành phố                                        |                                              |
| Hưng Yên                |                                              |                                              |                                              |                                                                              |                                              |
| Khánh Hòa               |                                              |                                              |                                              |                                                                              |                                              |
| Kiên Giang              | Lê Hoàng Dũng                                | Đại tá                                       | Chủ tịch Hội Cựu Công an nhân dân tỉnh       | Nguyên Phó Giám đốc Công an tỉnh                                             |                                              |
| Kon Tum                 |                                              |                                              |                                              |                                                                              |                                              |
| Lai Châu                |                                              |                                              |                                              |                                                                              |                                              |
| Lạng Sơn                |                                              |                                              |                                              |                                                                              |                                              |
| Lào Cai                 | Hoàng Ngọc Thành                             | Thiếu tướng                                  | Chủ tịch Hội Cựu Công an nhân dân tỉnh       | Nguyên Phó Chánh Văn phòng Bộ Công an                                        |                                              |
| Lâm Đồng                |                                              |                                              |                                              |                                                                              |                                              |
| Long An                 | Phạm Hữu Châu                                | Đại tá                                       | Chủ tịch Hội Cựu Công an nhân dân tỉnh       | Nguyên Phó Giám đốc Công an tỉnh                                             |                                              |
| Nam Định                |                                              |                                              |                                              |                                                                              |                                              |
| Nghệ An                 |                                              |                                              |                                              |                                                                              |                                              |
| Ninh Bình               |                                              |                                              |                                              |                                                                              |                                              |
| Ninh Thuận              |                                              |                                              |                                              |                                                                              |                                              |
| Phú Thọ                 |                                              |                                              |                                              |                                                                              |                                              |
| Phú Yên                 | Phạm Văn Hóa                                 | Thiếu tướng                                  | Chủ tịch Hội Cựu Công an nhân dân tỉnh       | Nguyên Giám đốc Công an tỉnh                                                 |                                              |
| Quảng Bình              |                                              |                                              |                                              |                                                                              |                                              |
| Quảng Nam               |                                              |                                              |                                              |                                                                              |                                              |
| Quảng Ngãi              |                                              |                                              |                                              |                                                                              |                                              |
| Quảng Ninh              |                                              |                                              |                                              |                                                                              |                                              |
| Quảng Trị               |                                              |                                              |                                              |                                                                              |                                              |
| Sóc Trăng               | Thái Văn Đợi                                 | Đại tá                                       | Chủ tịch Hội Cựu Công an nhân dân tỉnh       | Nguyên Phó Giám đốc Công an tỉnh                                             |                                              |
| Sơn La                  |                                              |                                              |                                              |                                                                              |                                              |
| Tây Ninh                | Nguyễn Anh Tuấn                              | Đại tá                                       | Chủ tịch Hội Cựu Công an nhân dân tỉnh       | Nguyên Phó Giám đốc Công an tỉnh                                             |                                              |
| Thái Bình               |                                              |                                              |                                              |                                                                              |                                              |
| Thái Nguyên             |                                              |                                              |                                              |                                                                              |                                              |
| Thanh Hóa               | Tống Xuân Giáp                               | Đại tá                                       | Chủ tịch Hội Cựu Công an nhân dân tỉnh       | Nguyên Phó Giám đốc Công an tỉnh                                             |                                              |
| Thừa Thiên – Huế        | Nguyễn Thanh Toàn                            | Thiếu tướng                                  | Chủ tịch Hội Cựu Công an nhân dân tỉnh       | Nguyên Giám đốc Công an tỉnh                                                 |                                              |
| Tiền Giang              | Nguyễn Văn Tảo                               | Đại tá                                       | Chủ tịch Hội Cựu Công an nhân dân tỉnh       | Nguyên Phó Giám đốc Công an tỉnh                                             |                                              |
| Trà Vinh                | Lê Văn Đức                                   | Đại tá                                       | Chủ tịch Hội Cựu Công an nhân dân tỉnh       | Nguyên Phó Giám đốc Công an tỉnh                                             |                                              |
| Tuyên Quang             | Hà Quang Duy                                 | Đại tá                                       | Chủ tịch Hội Cựu Công an nhân dân tỉnh       | Nguyên Phó Giám đốc Công an tỉnh                                             |                                              |
| Vĩnh Long               | Phan Vĩnh Lạc                                | Đại tá                                       | Chủ tịch Hội Cựu Công an nhân dân tỉnh       | Nguyên Phó Giám đốc Công an tỉnh                                             |                                              |
| Vĩnh Phúc               |                                              |                                              |                                              |                                                                              |                                              |
| Yên Bái                 | Đặng Trần Chiêu                              | Thiếu tướng                                  | Chủ tịch Hội Cựu Công an nhân dân tỉnh       | Nguyên Giám đốc Công an tỉnh                                                 |                                              |